# Autoroute A811 (France)
L'autoroute A811 est une rocade autoroutière qui relie l'autoroute française A11 arrivant de Paris, via Angers, au niveau de l'échangeur de Vieilleville, vers le boulevard périphérique de Nantes au niveau de la Porte d'Anjou au nord-est de Nantes.
Elle est gérée par la DIR Ouest.

## Historique
Elle est mise en service en 1980 sous le nom de « voie express C11 » avant de prendre, en février 1982 (circulaire 82-26), une dénomination autoroutière et une numérotation constituée du nombre « 11 » comme celui de l'autoroute dont elle est issue et le chiffre « 8 » comme toutes les voies autoroutières de l'Ouest.

## Tracé
Cette rocade mesure 6 km, entre les échangeur de Vieilleville, situé au sud-est de Carquefou, et de la porte d'Anjou du périphérique, sur le territoire de la commune de Sainte-Luce-sur-Loire.
Au-delà de la porte d'Anjou, elle est prolongée vers l'ouest par le boulevard de la Prairie-de-Mauves, sur le territoire de la ville de Nantes (les voies de jonction entre les deux artères passent sous le périphérique), et rejoint le boulevard de Seattle, aux abords est du quartier de Malakoff, situé non loin du centre-ville de Nantes.

## Sorties
Les sorties sont numérotées dans la continuité avec l'A11.
- Échangeur entre A11  et A811 : Périphérique Nord (Péage),  Paris (Péage),  Laval (Péage) , Angers (Péage),  Ancenis (Péage) +  22 échangeur de Vieilleville : Carquefou-Centre, Nort-sur-Erdre
- 23 : Périphérique Est, Nantes-Est, Sainte-Luce-sur-Loire-Nord, Carquefou-Sud, Angers par RD, Ancenis par RD, Sainte-Luce-sur-Loire-Est, Thouaré-sur-Loire-Nord, La Beaujoire
- 24 : Sainte-Luce-sur-Loire-Centre, Thouaré-sur-Loire-Centre
- Échangeur entre A811 et N844 (Porte d'Anjou) +  Carrefour giratoire entre A811, N844 (Porte d'Anjou) et D337) :
- -  A811 :  Paris,  Angers,  Ancenis, Sainte-Luce-sur-Loire, Carquefou
  -  N844 Périphérique Sud : Porte du Vignoble, Poitiers,  Bordeaux, Noirmoutier, Aéroport Nantes-Atlantique
  -  N844 Périphérique Est : Porte de Saint-Luce, Vannes, Rennes, La Beaujoire
  - D337 : Bellevue
  - A811 (Section déclassé) : Nantes-Centre, Cité Internationale des Congrès
- Boulevard de la Prairie des Mauves (Section déclassé)
- : Déchèterie, ZI Prairie de Mauves, Centre de Valorisation des Déchets
- Entrée dans Nantes. (Fin de section déclassé)